# Alison Lang (giudice di tennis)
Alison Dorothy Lang, coniugata Hughes (Warsash, 1971 o 1972), è una giudice di tennis inglese.
È una delle poche donne ad avere ottenuto la certificazione Gold dall'International Tennis Federation.
Lang è stata la giudice di sedia in tutti e quattro i tornei del Grande Slam e di questi ha diretto ben diciotto finali del singolare femminile, in Australia nel 2005, 2006, 2011, 2013, 2015 e 2017, al Roland Garros nel 2012, a Wimbledon nel 2004, 2006, 2007, 2009 e 2011 e agli US Open tre edizioni consecutive dal 2007 al 2009 e poi di nuovo nel 2013, 2014 e 2019.
Durante gli US Open 2018 arbitra invece la finale del singolare maschile tra Novak Đoković e Juan Martín del Potro.
È stata scelta per due olimpiadi consecutive (Atene e Pechino) per fare da giudice di sedia nella finale del singolare femminile.